# Luis de Molina
Luis de Molina (Cuenca, 1535 – Madrid, 12 ottobre 1600) è stato un teologo, giurista e gesuita spagnolo.
Fu autore di un'originale teoria sulla concordia tra libero arbitrio e grazia divina (molinismo).

## Biografia

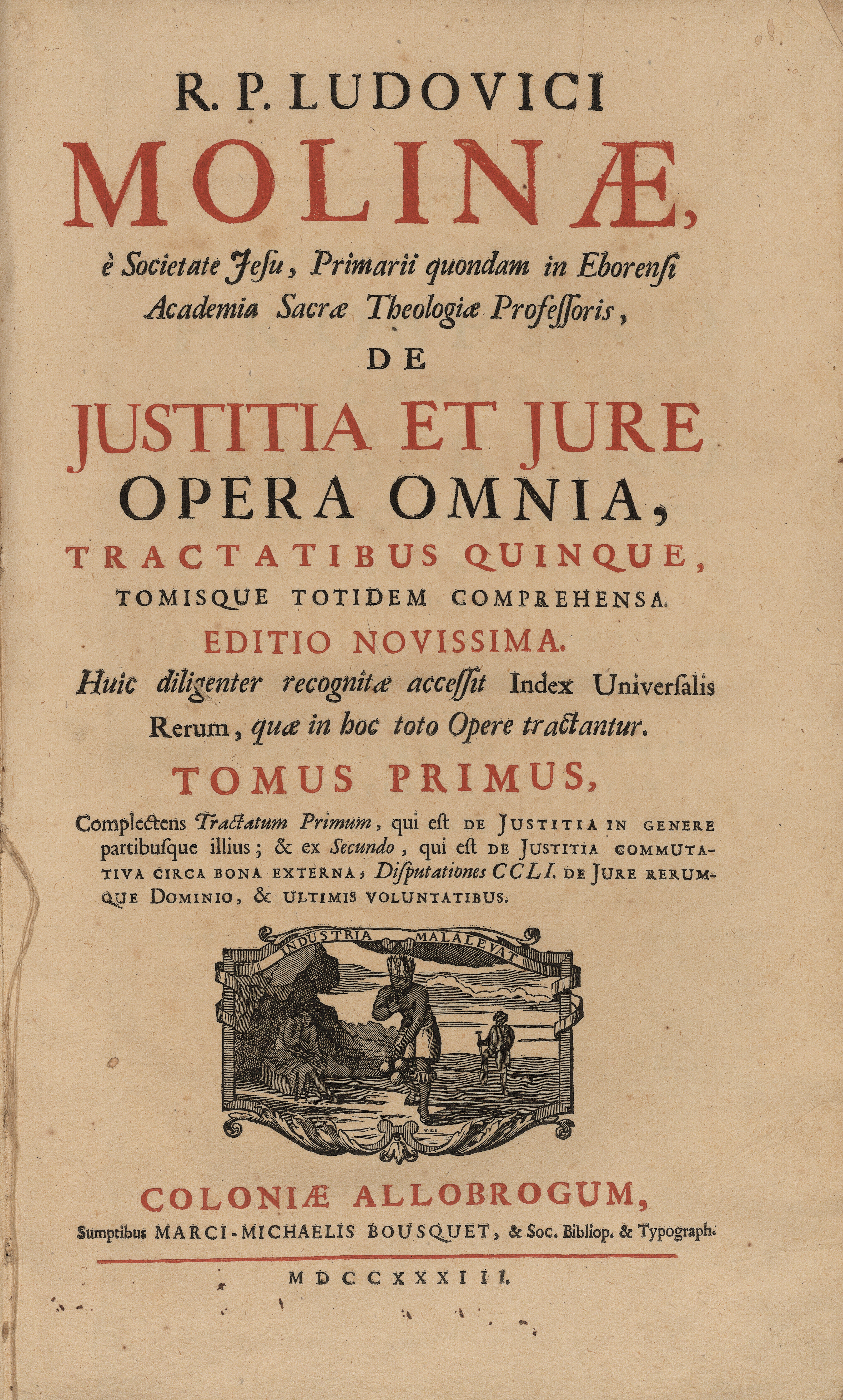
De iustitia et iure, 1733

Entrò nella Compagnia di Gesù ad Alcalá de Henares nel 1553 e in seguito si stabilì in Portogallo dove studiò presso l'Università di Coimbra. Fu professore di filosofia e poi di teologia ad Università di Évora e, dopo il suo ritorno in Spagna (1586) a Madrid in teologia morale.
Attorno al 1590 si ritirò nella sua città natale di Cuenca dove si dedicò alla difesa della sua principale opera teologica, il De concordia liberi arbitrii cum divinae gratiae donis, pubblicato a Lisbona nel 1588, in cui aveva esposto un'originale teoria soteriologica sul rapporto tra libero arbitrio e grazia divina. Questa teoria era scaturita dalle riflessioni circa le tesi sulla grazia da parte della Riforma protestante. In reazione alla dottrina luterana e in opposizione alla teoria agostiniana, Molina, rifacendosi parzialmente alle posizioni pelagiane, reinterpretò il rapporto tra libertà individuale e grazia divina sostenendo che quest'ultima era efficace unicamente in virtù dello sforzo della volontà umana e del consenso al bene; veniva anche indagata la relazione tra libertà individuale con la prescienza e la predestinazione.
L'accento posto sulla volontà umana ai fini dell'azione della grazia divina, scaturito dalla riflessione circa le teorie protestanti sulla grazia, fu considerato però eccessivo e suscitò l'accesa reazione dei teologi cattolici dell'Università di Salamanca e dei domenicani, che definirono eretiche queste teorie che invece vennero accolte e sostenute da tutti i maggiori teologi gesuiti. 
Nel 1596 papa Clemente VIII avocò a sé la questione molinista e nominò una commissione definita Congregazione de auxiliis, per dirimerla definitivamente; era difeso da Gregorio di Valencia, mentre i domenicani erano rappresentati da Tomas de Lemos. La morte del pontefice rimandò la sentenza (che stava per essere pronunciata in senso sfavorevole a Molina) al suo successore Paolo V che, sentiti i pareri di due eminenti teologi Francesco di Sales e Roberto Bellarmino, pose fine alla controversia senza decretare vincitori e vinti.
Notevole fu anche il contributo di Molina alla dottrina giuridica dell'epoca: nel suo De iustitia et iure (1593–1609) trattò dei rapporti tra stato e Chiesa e accennò ai problemi economici del suo tempo.

## Opere

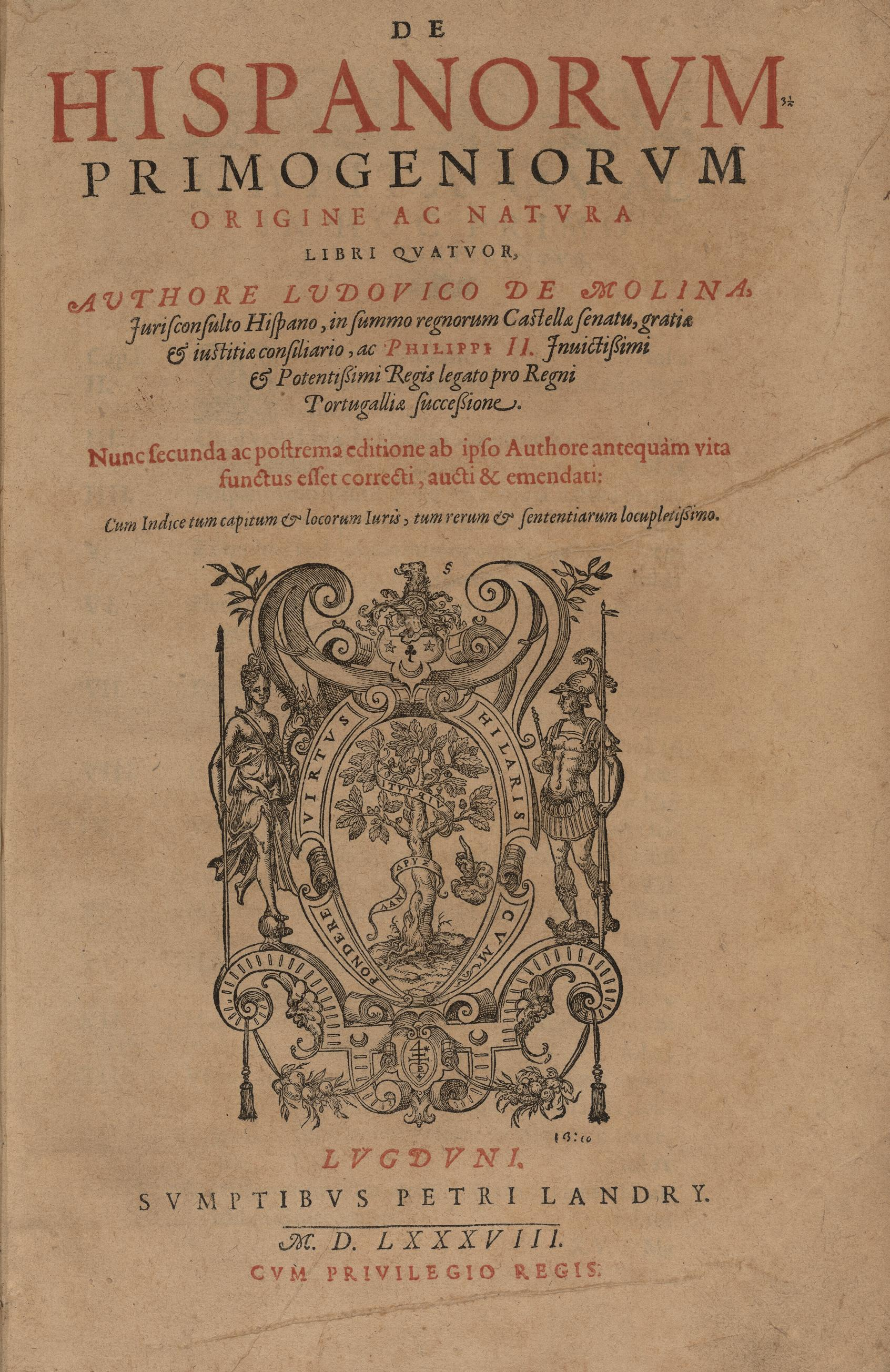
De Hispanorum primogeniorum origine ac natura, 1588

- Concordia liberi arbitrii cum gratiae donis, divina praescientia, providentia, praedestinatione et reprobatione, 4 voll., Lisbona, 1588; 2ª ed. Antwerp, 1595.
- (LA) De Hispanorum primogeniorum origine ac natura, Lugduni, Pedro Landri, 1588.
- De jure et justitia, 6 voll., 1593–1609.
  - (LA) De iustitia et iure, vol. 1, Coloniae Allobrogum, Marc Michel & C Bousquet, 1733.
  - (LA) De iustitia et iure, vol. 2, Coloniae Allobrogum, Marc Michel & C Bousquet, 1733.
  - (LA) De iustitia et iure, vol. 3, Coloniae Allobrogum, Marc Michel & C Bousquet, 1733.
  - (LA) De iustitia et iure, vol. 4, Coloniae Allobrogum, Marc Michel & C Bousquet, 1733.
  - (LA) De iustitia et iure, vol. 5, Coloniae Allobrogum, Marc Michel & C Bousquet, 1733.
- (LA) Commentaria in primam partem divi Thomae, 2 voll., fol., Cuenca, 1593.
  - (LA) Commentaria in primam divi Thomae partem, Venetiis, Compagnia Minima, 1594.